# Naseeruddin Shah
Naseeruddin Shah (hindi, नसीरुद्दीन शाह, Nasīruddīn Śāh, ur. 20 lipca 1950 roku w Barabanki, Uttar Pradesh) – indyjski aktor. Obok Shabana Azmi, Om Puri i Smita Patil jest zaliczany do Nowego Kina Indyjskiego. Odnosi sukcesy zarówno w kinie artystycznym, jak i w Bollywoodzie, występując też w kinie hollywoodzkim np. w Captain Nemo. Znany z ról w filmach Monsunowe wesele, Jestem przy tobie i Krrish. Nagrodzony Nagrodą Filmfare dla Najlepszego Aktora Drugoplanowego za Poświęcenie z Aamirem Khanem. Z wyznania muzułmanin. Żonaty z Ratna Pathak.

## Filmografia

### od 2000 do 2010
1. Raajneeti (2010) (w produkcji)
2. That Girl in Yellow Boots (2010) (w produkcji) .... Divakar
3. Red Alert: The War Within (2009) (w produkcji) .... Naga
4. Allah Ke Banday (2010) .... Warden
5. Ishqiya (2010) .... Khalujaan
6. Peepli Live (2010) .... Salim Kidwai
7. Bolo Raam (2009) .... Dr. N.S. Negi
8. Today's Special (2009) .... Akbar
9. Barah Aana (2009) .... Shukla
10. Tytani (2008) .... Jaisingh Adenwalla
11. Środa (2008) ..... zwykły człowiek
12. Bombay to Bangkok (2008) .... Khan
13. Jaane Tu Ya Jaane Na (2008).... Amar Singh
14. Firaaq (2008) .... Khan sahib
15. Tato, ty pierwszy (2008) .... Nirmal Kapoor
16. Mithya (2008).... Gavde
17. Shoot on Sight (2007) – Tariq Ali
18. Parzania (2007).... Cyrus
19. Amal (2007) – G.K. Jayaram
20. 10 opowieści.... Dawoodi Bohra (część "Rice Plate")
21. W imię Boga (2007) – Maulana Wali
22. Honeymoon Travels Pvt. Ltd. (2007)
23. Shoonya (2006) – starzec
24. Omkara (2006) – Bhaisaab
25. Yun Hota To Kya Hota (2006) – narrator i reżyser
26. Valley of Flowers (2006) – Yeti
27. Krrish (2006) – Koi... Mil Gaya 2: Krrish (ind. tytuł) – Dr. Siddhant Arya
28. Banaras – A Mystic Love Story (2006) – Babaji
29. Zmiana par (2006) – ojciec Malti
30. Home Delivery: Aapko... Ghar Tak (2005) – wuj
31. Being Cyrus (2005) – Dinshaw F. Sethna
32. Main, Meri Patni Aur Woh (2005) – głos
33. Parzania (2005) – Cyrus
34. Iqbal (2005) – Mohit
35. Sekret (2005, głos) – męska kukiełka
36. The Great New Wonderful (2005) – Avinash a "Avi" (odcinek "Avi and Satish's Story")
37. Asambhav (2004) – Sameer 'Sam' Hans
38. Jestem przy tobie (2004) – Brig. Shekhar Sharma
39. Maqbool (2003) – Inspector Purohit
40. Liga niezwykłych dżentelmenów (2003) – kapitan Nemo
41. 3 Deewarein (3 Walls) (2003) – Ishaan Mirza
42. Encounter: The Killing (2002) – Inspektor Sam Bharucha
43. Moksha: Salvation (2001) – Dean
44. Kasam (2001) – Mangal Singh
45. Monsunowe wesele (2001) – Lalit Verma
46. Mujhe Meri Biwi Se Bachaao (2001) – Anand Mathur
47. Guru Mahaaguru (2001) – Vijay Verma
48. Gaja Gamini (2000) – Leonardo da Vinci
49. Hey Ram (2000) – Mohandas Karamchand Gandhi
50. Tune Mera Dil Le Liyaa (2000) – Veeru

### Od 1990 do 1999
1. Bhopal Express (1999) – Bashir
2. Poświęcenie (1999) – śpiewak ghazali "Gulfam Hassan"
3. Sar Utha Ke Jiyo (1998)
4. Bombay Boys (1998) – Don Mastana
5. Such a Long Journey (1998) – major Jimmy Bilimoria
6. China Gate (1998) – major Sarfaraz Khan
7. Dand Nayak (1998) – Inspektor Vishal
8. Dhoondte Reh Jaaoge! (1998) – Tiger
9. Daava (1997) – The Challenge (ang.) – Bhishma
10. Lahoo Ke Do Rang (1997) – Oficer Bharat Srivastav
11. Agnichakra (1997) – Inspektor Satpal
12. Private Detective: Two Plus Two Plus One (1997) – detektyw
13. Chaahat (1996) – Ajay Narang
14. Rajkumar (1996) – Man Singh/Surjan Singh
15. Himmat (1996) – Luka
16. Takkar (1995) – Inspektor D'Costa
17. Naajayaz (1995) – Raj Solanki
18. Mr. Ahmed (1995) – Mr. Ahmed
19. Droh Kaal (1994) – Times of Betrayal (ang) – DCP Abbas Lodhi
20. Mohra (1994) – Mr. Jindal
21. Ponthan Mada (1994) – Seema Thampuran
22. Triyacharitra (1994)
23. Czasem tak, czasem nie (1994) – ojciec Breganza
24. Sir (1993) – prof. Amar Verma
25. Lootere (1993) – Sikandar
26. Bedardi (1993) – Nirbhay Saxena
27. Game (1993) – Vikram
28. Hasti (1993) – Vishal
29. Cuda się zdarzają (1992) – Amar Kumar alias Marco
30. Vishwatma (1992) – Inspektor Surya Pratap Singh
31. Daku Aur Police (1992)
32. Electric Moon (1992) – Goswani
33. Tehelka (1992)
34. Time Machine (1992)
35. Lakshmanrekha (1991) – Lakhsman Rekha – Amar Kapoor
36. Ek Ghar (1991)
37. Mane (1991) – The Dwelling – Rajanna
38. Shikari: The Hunter (1991) – Adarsh Kumar Shrivastav
39. Chor Pe Mor (1990)
40. Police Public (1990) – Inspektor Mahar Singh Grewal

### Od 1980 do 1989
1. Khoj (1989) (as Nasiruddin Shah) – Inspektor Balbir
2. Tridev (1989) – Jay Singh
3. Maalamaal (1988) – Rajkumar Saxena 'Raja'
4. Hero Hiralal (1988) – Hero Hiralal
5. Rihaee (1988) – Mansukh
6. The Perfect Murder (1988) – Inspektor Ghote
7. Zulm Ko Jala Doonga (1988)
8. Libaas (1988)
9. Mirza Ghalib (1988) (TV) – Mirza Ghalib
10. Pestonjee (1988) – Pirojshah Pithawala
11. Ijaazat (1987) – Guest (ang.) – Consent (ang.) – Mahinder
12. Jalwa (1987) – Inspektor Kapil
13. Yeh Woh Manzil To Nahin (1987) – Trivedi, the
14. Karma (1986) – Khairuddin Kisti
15. Genesis (1986) – farmer
16. Shart (1986) – Vikram/Devendra
17. Ek Pal (1986) – A Moment (ang.) – Ved Hazarika
18. Musafir (1986)
19. Trikal (Past, Present, Future) (1985) – Ruiz Pereira (narrator)
20. Misaal (1985) – DSP Pratap Sinha
21. Aghaat (1985) – Anguish (ang.) – Rustom Patel
22. Anantyatra (1985) – Jaduwala
23. Apna Jahan (1985) (TV) – Anil Sahani
24. Ghulami (1985) – SP Sultan Singh
25. Khamosh (1985) – CBI Inspektor
26. Mirch Masala (1985) – A Touch of Spice (ang.) – Subedar
27. Khandhar (1984) – The Ruins – Subhash
28. Lorie (1984) – Micky
29. Holi (1984) – The Festival of Fire – Profesor Singh
30. Maan Maryada (1984) – Thakur Ganga Singh
31. Mohan Joshi Hazir Ho! (1984) – Malkani
32. Paar (1984) – Naurangia
33. Party (1984) – Amrit
34. Jaane Bhi Do Yaaro (1983) – Vinod Chopra
35. Woh 7 Din (1983) – Those Seven Days – Dr. Anand
36. Ardh Satya (1983) – Half Truth – Mike Lobo
37. Haadsaa (1983) – Gangster
38. Katha (1983) – Rajaram Purshotam Joshi
39. Mandi (1983) – Market Place – Tungrus
40. Masoom (1983) – Innocent – D.K. Malhotra
41. Swami Dada (1982) – The Saint and the Ruffian – rzeźnik Aslam
42. Dil... Akhir Dil Hai (1982) – Vimal Mehta
43. Aadharshila (1982) – The Foundation Stone (India: English title) – Ajay
44. Bazaar (1982) – Salim
45. Sitam (1982)
46. Tahalka (1982) – Captain Ranbir Chauhan
47. Tajurba (1981)
48. Chakra (1981) – The Vicious Circle – Looka
49. Bezubaan (1981) – The Mute – Shivnath
50. Sazaye Maut (1981) – Uday Jagirdar/Omkar Puri
51. Umrao Jaan (1981) – Gohar Mirza
52. Hum Paanch (1980) We Five- (as Nasiruddin Shah) – Suraj
53. Sparsh (1980) – Touch (ind. tytuł) – Anirudh Parmar
54. Aakrosh (1980) – Cry of the Wounded – Adwokat Bhaskar Kulkarni
55. Albert Pinto Ko Gussa Kyon Ata Hai (1980) – What Makes Albert Pinto Angry? – Albert Pinto
56. Bhavni Bhavai (1980) – A Folk Tale – Andher Nagari (hindi tytuł) – Maharaja Dhiraj Chandrasen

### Od 1975 do 1979
1. Shaayad (1979)
2. Sunayana (1979) – Rajoo
3. Junoon (1978) – A Flight of Pigeons-Possessed- The Obsession – szwagier Javeda, Sarfaraz Khan
4. Bhumika: The Role (1977) – The Role – Sunil Verma)
5. Godhuli (1977) – Tabbaliyu Neenade Magane
6. Manthan (1976) – Night’s End – The Churning – Bhola
7. Nishaant (1975) – Visham, brat zamindara

## Ordery i odznaczenia
- Order Padma Shri (1987)
- Order Padma Bhushan (2003)